# Haldenvassdraget
Haldenvassdraget er en række aflange søer forbundet af elve og kanaler i den østlige del af Viken, nær grænsen til Sverige. Kilden er ved Dragsjøhanken som ligger syd for Årnes i Nes kommune. Kilden ligger 286 m.o.h. og udløbet er i Iddefjorden i Halden. Området består af store lavvandede søer. Fra nord mod syd hedder de Flolangen, Floen, Bjørkelangen, Botnersjøen, Fossersjøen, (sidesøerne Setten, Mjermen og Øgderen), Skulerudsjøen, Rødenessjøen, Øymarkssjøen, Aremarksjøen, Aspern og Femsjøen. Søerne er forbundet med korte elve. Fra Femsjøen løber elven Tista ud i Iddefjorden. Totalt nedbørsfelt er på 1.589 km².
Vassdraget var tidligere en vigtig trafikåre brugt til tømmerflådning. Flere sluser og kanaler er bygget for at lette transporten i elvsystemet. I Stenselva mellem Aspern og Femsjøen ligger Brekke sluser, Nord-Europas højeste og de nu oversvømmede sluser ved Krappeto. Længere mod nord ligger sluserne ved Strømsfoss og Ørje. Den del af Haldenvassdraget som var farbart med båd, og hvor man kunne slæbe tømmer mod Halden kaldes Haldenkanalen og blev konstrueret af Engebret Soot.
Haldenvassdraget er beskyttet i henhold til Verneplan I for vassdrag.
59°07′07″N 11°22′07″Ø / 59.118541°N 11.368486°Ø